# Грденич, Драгутин (политик)
Драгутин Грденич (хорв. Dragutin Grdenić; 21 октября 1855, Крижевцы, Копривницко-Крижевацкая жупания — 18 февраля 1901, Крижевцы, Копривницко-Крижевацкая жупания) — хорватский государственный деятель, депутат Хорватского сабора и глава города Крижевци с 1886 по 1888 год.

## Биография
Драгутин Грденич родился в 1855 году в городе Крижевци. Получив в 1872 году в Загребе аттестат зрелости, он отправился в Вену для поступления в Высшую техническую школу. Отучившись на мостостроителя, Грденич вернулся в Хорватию, где поступил на военную службу, дослужившись к 1878 году до звания поручника инженерного полка. В 1882 году он покинул армию и вернулся к гражданской жизни, осев в родовом имении его семьи в Крижевцах. В 1886 году он был избран градоначальником Крижевцов, однако уже спустя два года он был смещён с должности, из-за конфликта с начальством, произошедшего на почве недовольства тем, что именно Грденич, являвшийся членом Хорватской партии права, выступавшей за выход Хорватии из состава Австро-Венгрии, возглавил делегацию жителей его города, встретившую епископа Йосипа Штросмайера, проезжавшего через Крижевци на встречу с императором Австро-Венгрии Францем Иосифом. В 1892 году Драгутин Грденич был избран в Хорватский сабор, в качестве представителя своего родного города, и переизбравшись в 1895 году ещё на один срок, он оставался на этом посту вплоть до своей смерти.